# Záběhlický mlýn
Záběhlický mlýn (Na Hamru, Hutě) je zaniklý vodní mlýn v Praze 10-Záběhlicích, který stál na potoce Botič u výtoku Hamerského rybníka.

## Historie
Vodní mlýn je připomínán již v roce 1432. Počátkem 19. století byl přebudován na měděný hamr a přistavěn další trakt.
Roku 1880 byl provoz hamru zastaven, ale mletí se již neobnovilo a mlýn byl adaptován na byty. Po roce 1989 došlo k celkové rekonstrukci, která zcela změnila charakter stavby.

## Popis
Mlýnice a dům se nacházely pod jednou střechou, ale byly dispozičně oddělené. Původně barokní stavba získala po roce 1800 klasicistní podobu. Zděná jednopatrová budova měla v suterénu místnost zaklenutou plackou do přízemních pásů. Před novodobou přestavbou se zde nacházely dochované drobné sakrální památky a klasicistní interiéry v přízemí.
Vodu k mlýnu původně přiváděl náhon vedený z potoka; za mlýnem se vracela zpět odtokovým kanálem. Po založení rybníka posloužilo těleso náhonu jako hráz a voda byla přiváděna odtud.